# Hypophryxus yusakiensis
Hypophryxus yusakiensis là một loài chân đều trong họ Bopyridae. Loài này được Shiino miêu tả khoa học năm 1934.